# 1136 dans les croisades
Cette page regroupe les évènements concernant les Croisades qui sont survenus en 1136 : 
- avril-mai : Raymond de Poitiers épouse Constance princesse d'Antioche[1].
- 24 mai : mort d'Hugues de Payns, grand maître de l'Ordre du Temple[2].
- le château de Bethgibelin est confié aux Hospitaliers[3].